# Khilarahatti, Muddebihal
Khilarahatti là một làng thuộc tehsil Muddebihal, huyện Bijapur, bang Karnataka, Ấn Độ.